# (8778) 1931 TD3
A (8778) 1931 TD3 a Naprendszer kisbolygóövében található aszteroida. Clyde Tombaugh fedezte fel 1931. október 10-én.